# Entre tu boca y la mía
«Entre tu boca y la mía» es una canción grabada e interpretada por el cantautor español Álex Ubago, incluida en su sexto álbum de estudio Canciones impuntuales (2017) y lanzada oficialmente como el segundo sencillo del mismo material.

## Historia
La canción ocupó los primeros lugares en las listas de España y Argentina, donde además solo en España fue certificado con discos de diamante por sus altas ventas.
Fue versionada con la cantante mexicana-americana Paty Cantú en otro relanzamiento de remezclas del mismo album.

## Posiciones
| Listas (2017)                    | Posición |
| -------------------------------- | -------- |
| Argentina (Monitor Latino)       | 24       |
| España (PROMUSICAE)              | 10       |
| España Los 40 Principales        | 7        |
| Estados Unidos (Hot Latin Songs) | 80       |

## Certificaciones
| País   | Organismo certificador | Certificación | Ventas certificadas | Ref.  |
| ------ | ---------------------- | ------------- | ------------------- | ----- |
| España | PROMUSICAE             | 3X Diamante   | 77,000              | [ 8 ] |